# Germanvox-Wega

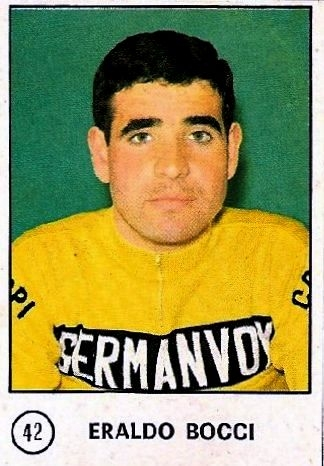
Eraldo Bocci im Teamtrikot

Germanvox-Wega war ein italienisches Radsportteam, das von 1967 bis 1970 bestand.

## Geschichte
Das Team wurde 1986 unter der Leitung von Luciano Parodi gegründet. Im ersten Jahr wurden neben den beiden Siegen auch dritte Plätze bei Tirreno-Adriatico, dem GP Forli, beim Gran Piemonte und Mailand-Vignola erreicht. 1968 konnten zweite Plätze bei der Trofeo Baracchi, Mailand-Vignola, Giro delle Tre Province, Giro della Provincia di Reggio Calabria, sowie dritte Plätze beim Giro di Sardegna, der Coppa Sabatini und Critérium des As erzielen. 1969 wurde Platz zwei bei der Trofeo Baracchi wiederholt und weitere zweite Plätze wurden beim GP Alghero und beim GP Lugano erreicht. 1970 kam Guido Reybrouck zum Team und hiermit auch gute Ergebnisse bei Etappenrennen. Neben den Siegen wurden unter anderem zweite Etappenplätze bei der Vuelta a España, Giro d’Italia und Paris-Nizza erzielt. Des Weiteren wurden gute Ergebnisse mit Platz zwei bei Paris–Luxemburg, Trofeo Baracchi, Platz drei bei Paris-Tours, Platz sechs bei der Lombardei-Rundfahrt 1970 und Platz 9 beim Giro d’Italia erreicht. Nach der Saison 1970 löste sich das Team auf.
Das Team wurde vom deutschen Unternehmen aus der Unterhaltungselektronik namens WEGA gesponsert, dessen italienische Abteilung die Produkte nach Italien importierte.

## Erfolge
1967
- eine Etappe Giro d’Italia
- eine Etappe Tirreno-Adriatico

1968
- Trofeo Matteotti

1969
- eine Etappe Giro d’Italia
- eine Etappe Giro di Sardegna
- eine Etappe Cronostaffetta

1970
- drei Etappen und Punktewertung Vuelta a España
- Gran Premio di Lugano
- GP Forli
- drei Etappen Paris-Nizza
- eine Etappe Giro di Sardegna

## Monumente-des-Radsports-Platzierungen
| Monument            | 1967 | 1968 | 1969 | 1970 |
| ------------------- | ---- | ---- | ---- | ---- |
| Mailand–Sanremo     | 14   | 21   | 14   | 60   |
| Paris–Roubaix       | –    | –    | –    | 23   |
| Lombardei-Rundfahrt | 14   | –    | 14   | 6    |

## Grand-Tour-Platzierungen
| Grand Tour            | 1967 | 1968 | 1969 | 1970 |
| --------------------- | ---- | ---- | ---- | ---- |
| Vuelta a EspañaVuelta | –    | –    | –    | 45   |
| Giro d’ItaliaGiro     | 54   | 15   | 13   | 9    |

## Bekannte Fahrer
- Vito Taccone (1967–1969)
- Ole Ritter (1967–1970)
- Antonio Paolo Albonetti (1969)
- Guido Reybrouck (1970)